# Geografia Chorwacji

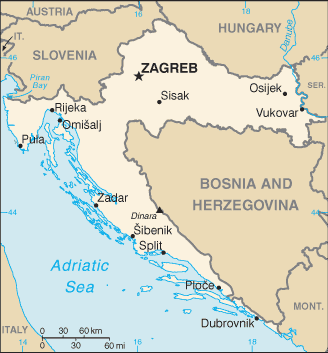

Chorwacja – kraj o zróżnicowanej powierzchni leżący w Europie Południowo-Wschodniej.
Część południowa jest górzysta (Góry Dynarskie), a północ nizinna (Nizina Panońska). Chorwacja ma także dostęp do Morza Adriatyckiego. Państwo to posiada wyjątkowe w skali świata wybrzeże z ustawionymi równolegle do niego podłużnymi wyspami. Ten typ to tzw. wybrzeże dalmatyńskie, którego nazwa pochodzi właśnie od tej chorwackiej krainy.
Na terenie kraju znajduje się 1244 wysp i wysepek, z czego 66 jest zamieszkanych. Największe z nich to:
- Krk – 405 km²
- Cres – 405 km²
- Brač – 394 km²
- Hvar – 299 km²
- Pag – 284 km²
- Korčula – 276 km²

## Powierzchnia i granice
Powierzchnia – 56 610 km²
Skrajne punkty: północny 46°33′N, południowy 42°23′N, zachodni 13°30′E, wschodni 19°27′E. Chorwacja składa się z dwóch pasów ułożonych na kształt litery „V”. Pas ciągnący się wzdłuż wybrzeża jest długi na 380 km i szeroki na około 100 km, który zwęża się ku południowi. Drugi, północny pas, ciągnący się w głąb Półwyspu Bałkańskiego, jest długi na 430 km i w najszerszym miejscu ma 170 km.

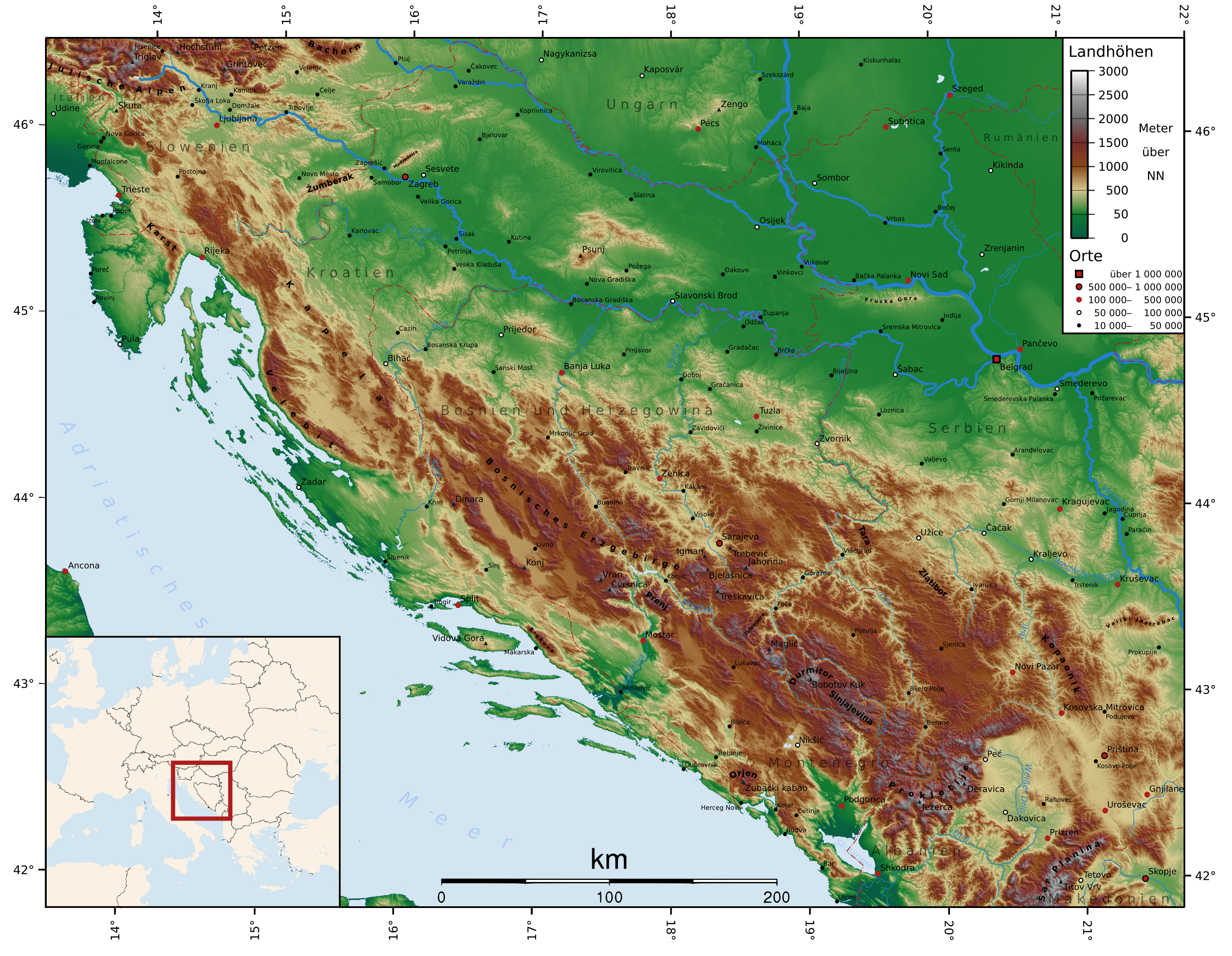

Chorwacja graniczy z następującymi państwami:
- Słowenia – 670 km
- Węgry – 329 km
- Serbia – 241 km
- Bośnia i Hercegowina – 932 km
- Czarnogóra – 25 km

Linia brzegowa – 5790 km

## Rzeźba terenu
Terytorium Chorwacji to obszary będące południową częścią Kotliny Panońskiej, zwane Slawonią, tereny te zajmują północną i północno-wschodnią część kraju. Urozmaicają ją także góry zrębowe – panońskie góry wyspowe.
Południe i zachód kraju zajmują Góry Dynarskie, w których położony jest najwyższy szczyt Chorwacji – Vrh Dinare mierzący 1830 m n.p.m.

## Budowa geologiczna
Kotlina Panońska wypełniona jest mezozoicznymi osadami morskimi i jeziornymi. Panońskie góry wyspowe zbudowane są ze skał krystalicznych.
Góry Dynarskie zbudowane są z wapieni, dolomitów oraz z fliszu, a ich zewnętrzną część stanowi wybrzeże dalmatyńskie. Trzon gór stanowi tzw. Kras Dynarski, gdzie jak sama nazwa wskazuje występują zjawiska krasowe i rzeźba.

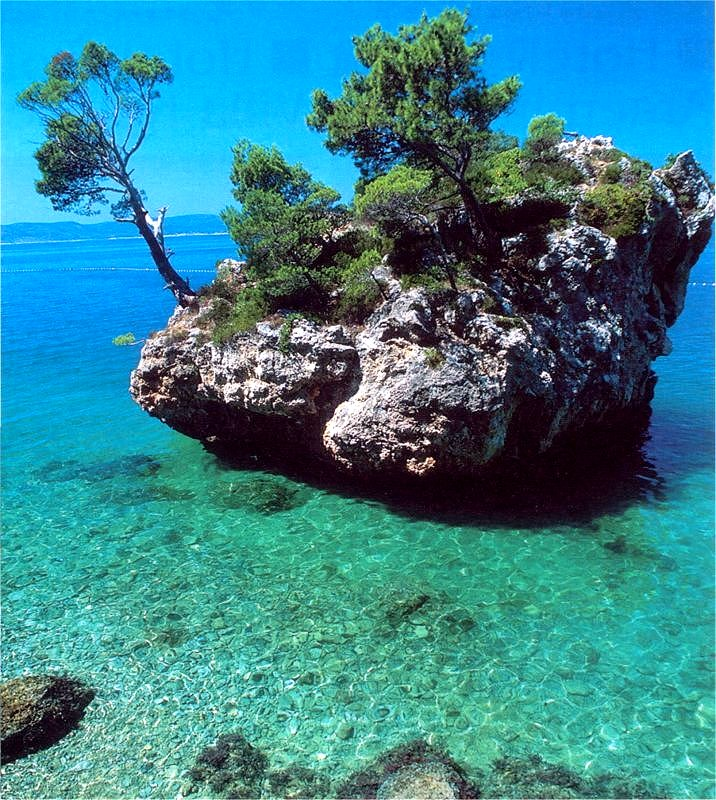
Wybrzeże dalmatyńskie

## Klimat
Chorwacja położona jest w strefie klimatu śródziemnomorskiego na wybrzeżu i umiarkowanego w głębi kraju. Średnia miesięczna temperatura powietrza kształtuje się następująco:
- styczeń 3 °C i lipiec 24 °C – Rijeka
- styczeń 9 °C i lipiec 27 °C – Dubrownik
- styczeń 0 °C i lipiec 24 °C – w głębi kraju

Do rzadkości należą na wybrzeżu dni z ujemną temperaturą. W Dubrowniku od połowy czerwca do połowy września słońce świeci przez około 10 godzin dziennie.
Roczna suma opadów atmosferycznych waha się w granicach:
- 700-1 300 mm na wybrzeżu, głównie zimą
- 1 000-1 500 mm w głębi kraju
- 3000 mm – tereny górskie – Biokovo, Welebit

W górach powyżej 1600 m n.p.m. występuje klimat górski, gdzie zimą utrzymują się ujemne temperatury, a latem w lipcu średnie wartości osiągają 17 °C.

## Wody
Chorwacja jest krajem ubogim w wody powierzchniowe, a przeważająca część kraju należy do zlewiska Morza Czarnego. Na terenie Chorwacji występują rzeki krasowe tzw. ponornice. Rzeki w kraju są zasilane głównie opadami deszczu jakie mają miejsce w górach i śniegu w okresie zimowym. W kraju występują liczne zbiorniki krasowych wód podziemnych.
Największe rzeki przepływające przez Chorwację to:
- Dunaj – całkowita długość: 2850 km, wpływa do Morza Czarnego
- Drawa – całkowita długość: 940 km, wpływa do Dunaju, a potem do Morza Czarnego
- Sawa – całkowita długość: 725 km, wpływa do Dunaju, a potem do Morza Czarnego

Chorwacja nie ma dużych naturalnych jezior, największym z nich jest Vransko o powierzchni 30,7 km².

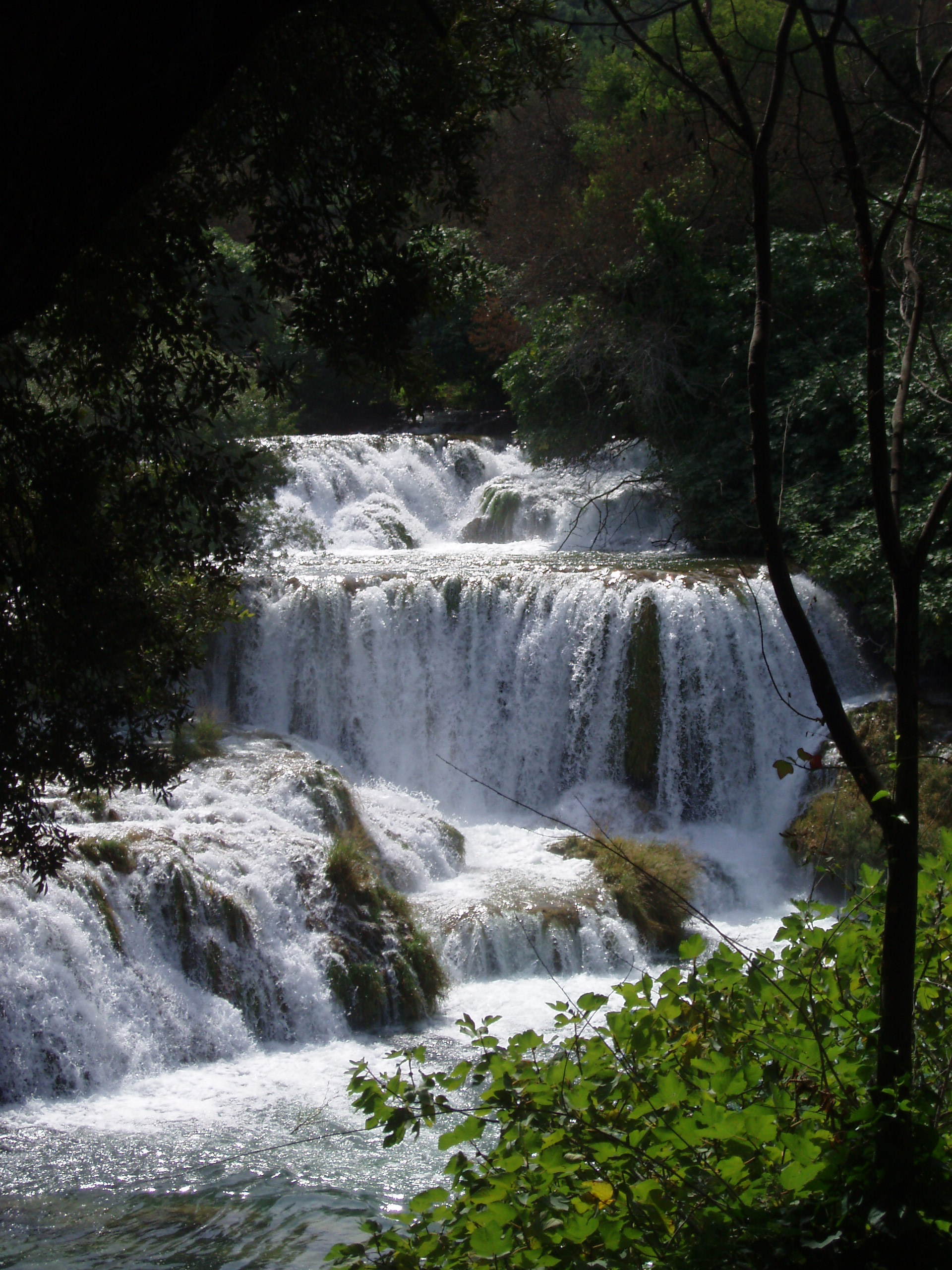
Krk – park narodowy

## Flora i fauna
Strefę roślinną można podzielić na dwa obszary. W głębi lądu, zwłaszcza na terenach górskich występuje roślinność typowa dla strefy klimatu umiarkowanego. Lasy w kraju zajmują 35%. Przeważają lasy bukowo-dębowe, które skupiają się w części północno-wschodniej, zaś w górach rosną lasy iglaste. W strefie nadmorskiej występuje roślinność śródziemnomorska, gdzie dominują zarośla typu makia, oraz palmy. Sztucznie wprowadzone zostały agawy i cyprysy.
W lasach Chorwacji żyją wilki i rysie, a wysoko w górach kozice. Na obszarach krasowych licznie występują węże jak np. żmije, oraz jaszczurki.

## Ochrona przyrody

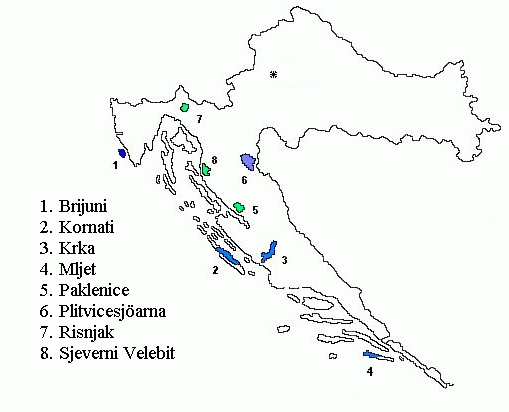
Mapa parków narodowych

Na terenie Chorwacji znajduje się osiem parków narodowych. Są to:
- Park Narodowy Jezior Plitwickich (Narodni Park Plitvicka Jezera) – położony w pobliżu arterii łączącej Dalmację z Zagrzebiem, obejmuje 16 jezior połączonych ze sobą wodospadami.
- Park Narodowy Wysp Briońskich (Narodni Park Brjuni) – znajduje się w pobliżu zachodniego wybrzeża półwyspu Istria i obejmuje dwie większe i dwanaście mniejszych wysepek.
- Park Narodowy Kornati (Narodni Park Kornati) – położony jest na Mediteranie i obejmuje wyspę Kornat i 150 innych wysp, wysepek i skał.
- Park Narodowy Mljet (Narodni Park Mljet) – znajduje się na wyspie Mljet, na północny zachód od Dubrownika. Obejmuje znaczną część tej wyspy; w tym dwa słone jeziora (de facto głębokie zatoki) mające połączenie z morzem oraz małą wysepkę św. Marii na jeziorze dużym (Veliko Jezero).
- Park Narodowy Krka (Narodni Park Krka) – obejmuje dolny bieg rzeki Krka, od miejscowości Trosenj i Necven, aż po jej ujście do Morza Adriatyckiego w okolicy miasta Szybenik.
- Park Narodowy Paklenica (Narodni Park Paklenica) – park leży w południowej części Welebitu i obejmuje dwa wąwozy – Velika Paklenica i Mala Paklenica oraz kilka jaskiń.
- Park Narodowy Risnjak (Narodni Park Risnjak) – jest położony w paśmie Risnjak, pomiędzy Alpami a Górami Dynarskimi, na północ od Rijeki. Obejmuje źródło rzeki Kupa.
- Park Narodowy Welebitu Północnego (Narodni Park Sjeverni Velebit) – położony w najwyżej położonych pasmach Welebitu, w pobliżu wyspy Rab. Obejmuje dwa rezerwaty – Rožanski kukovi i Hajdučki kukovi oraz jaskinie, w tym jedną z najgłębszych na świecie – Lukiną jamę.